# Max Karli
Maximilian Karli (* 30. Dezember 1975) ist ein Schweizer Filmproduzent.

## Karriere
Max Karli wuchs u. a. in Solothurn auf und besuchte die Filmschule in New York City. Im Jahr 2003 gründete er in Genf, gemeinsam mit seiner Frau Pauline Karli-Gygax, die Filmproduktionsgesellschaft „Rita Productions Sàrl“. Im Jahr darauf wurde der erste Dokumentarfilm unter dem Titel Les petites visions und der erste Kurzfilm Promis juré veröffentlicht. Neben Dokumentar- und Kurzfilmen, wurden auch Fernsehfilme veröffentlicht. Bei der Oscarverleihung 2017 wurde sein produzierter Film Mein Leben als Zucchini (unter der Regie von Claude Barras) in der Kategorie Bester Animationfilm nominiert. Es folgten weitere Nominierungen und Auszeichnungen für den Animationsfilm. Des Weiteren ist der Film bei den British Academy Film Awards 2018 für einen BAFTA-Award nominiert.

## Filmografie (Auswahl)
- 2004: Les petites visions (Dokumentarkurzfilm)
- 2004: Promis juré (Kurzfilm)
- 2006: Das wahre Leben ist anderswo (La vraie vie est ailleurs)
- 2009: Tabou (Dokumentarfilm)
- 2009: Frau und frei! (Déchaînées, Fernsehfilm)
- 2013: Große Wellen (Les grandes ondes)
- 2016: Mein Leben als Zucchini (Ma vie de Courgette)
- 2018: Le vent tourne
- 2022: Die Linie (La ligne)